# Vierville (Manche)
Vierville település Franciaországban, Manche megyében. Lakosainak száma 32 fő (2018. január 1.). Vierville Brucheville, Angoville-au-Plain, Brévands és Hiesville községekkel határos.

## Népesség
A település népessége az elmúlt években az alábbi módon változott:
| Lakosok száma | 60   | 41   | 56   | 41   | 52   | 37   | 38   | 37   | 35   | 32   |
|               | 1968 | 1975 | 1982 | 1999 | 2006 | 2011 | 2013 | 2016 | 2017 | 2018 |